# Gabriele Schöpe
Gabriele Schöpe   (Dresden, 2 d'abril de 1944) és una saltadora alemanya, ja retirada, que va competir sota bandera de la República Democràtica Alemanya durant la dècada de 1960.
En el seu palmarès destaquen dues medalles de bronze en la prova del salt de palanca de 10 metres del Campionat d'Europa de natació de 1962 i 1966. El 1967 va guanyar el seu únic títol nacional d'Alemanya de l'Est. El 1960 va prendre part en els Jocs Olímpics d'Estiu de Roma, on fou quinzena en la prova de palanca del programa de salts.